# Lester Allan Pelton

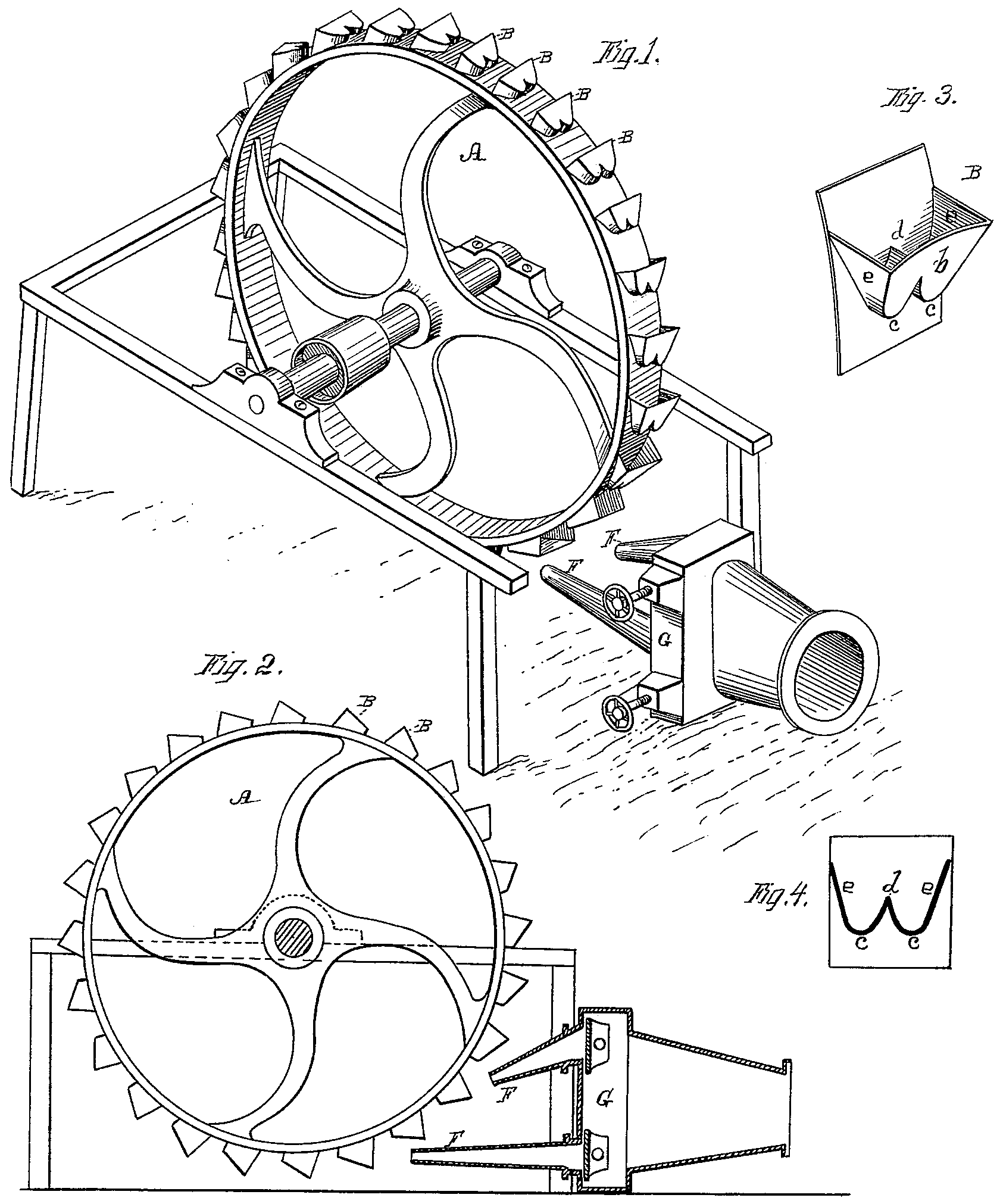
Bilder i Peltons patentansökan från 1880

Lester Allan Pelton, född 1829, död 14 mars 1908, var en amerikansk guldgrävare, mekaniker och uppfinnare. Han föddes i Vermillion, Ohio och flyttade till Kalifornien under guldrushen. 
Pelton uppfann en turbin som enkelt uttryckt ser ut som en mängd parvis hållna händer på ett hjul som besprutas av en riktad vattanstråle så att hjulet bringas i rörelse och sedan driver en generator eller maskiner. Peltonturbinen fungerar bäst vid höga fallhöjder, gärna över 50 meter.
När fallhöjden är så hög som 50 meter eller mer så är Peltonturbinen att föredra. Peltonturbinen är konstruerad med dubbla rader av skovlar runt dess ytterkant, turbinen drivs med hjälp av en eller flera strålar som med hög hastighet träffar skovlarna. Peltonturbinen är en så kallad impulsturbin eftersom vattenstrålarna lämnar ifrån sig sin energi i korta pulser varje gång de träffar en skovel. Under optimala förhållanden lämnar vattnet över nästan all sin rörelseenergi. En viktig skillnad mellan Peltonturbinen och andra turbiner är att Pelton arbetar i luft under normala atmosfärförhållanden, medan andra turbiner arbetar i vatten med hjälp av tryckskillnader. För att den närliggande skoveln inte ska komma i vägen och därmed störa flödet måste turbindiametern var ungefär tio gånger större är vattenstrålens diameter. Peltonturbinen kan arbeta med upp till fyra vattenstrålar samtidigt och då kan större effekt genereras utan att öka turbindiametern, vilket skulle medföra ökade kostnader.